# 格林特里 (新澤西州)
格林特里（英語：Greentree）是位於美國新澤西州康登縣的普查規定居民點。

## 人口
根據2020年美國人口普查的數據，格林特里的面積為12.07平方千米，當中陸地面積為12.05平方千米，而水域面積為0.02平方千米。當地共有人口12012人，而人口密度為每平方千米995.19人。